# لهجه کارین

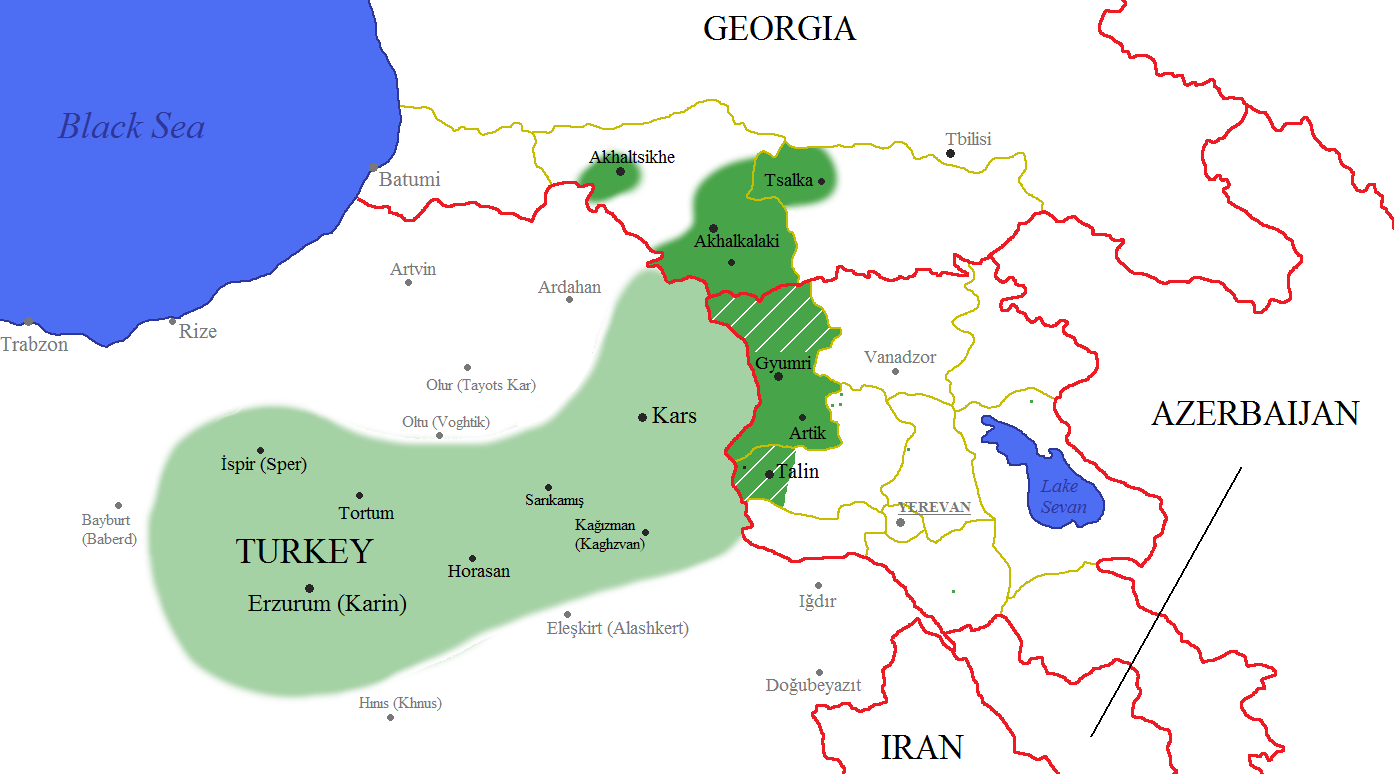
گستره لهجه کارین
امروزه
قبل از ۱۹۱۵-۱۹۲۰

لهجه کارین لهجه‌ای از زبان ارمنی غربی است که در ابتدا در ارزروم-که ارمنی‌ها کارین می نامیدنش و هم‌اکنون در شرق ترکیه واقع شده- و اطراف آن بدان صحبت می شده‌است.